# Estońska Partia Reform
Estońska Partia Reform (est. Eesti Reformierakond, RE) – estońska partia polityczna o profilu liberalnym, działająca od 1994.

## Historia
Partię założył Siim Kallas, były prezes estońskiego banku centralnego, który bez powodzenia ubiegał się o urząd premiera po dymisji Marta Laara. Do nowej formacji przyłączyła się Liberalno-Demokratyczna Partia Estonii Paul-Eerika Rummo. Po wyborach w 1995 Partia Reform stała się drugą frakcją w Riigikogu. Od tego czasu pozostaje jedną z głównych sił politycznych w Estonii, wielokrotnie współtworząc koalicje rządzące z szeregiem różnych ugrupowań – w latach 1995–1997, 1999–2001 i nieprzerwanie od 2002.
W okresie 2002–2003 jej przedstawiciel, Siim Kallas, pełnił funkcję premiera. W 2004 po dziesięciu latach zrezygnował z kierowania partią, obejmując stanowisko w Komisji Europejskiej. W 2005 nowy lider Partii Reform Andrus Ansip stanął na czele estońskiego gabinetu, uzyskując reelekcję po wygranych przez RE wyborach w 2007. Partia wygrała także kolejne wybory cztery lata później, utrzymując koalicję rządową z Isamaa ja Res Publica Liit. W 2014 przewodniczący partii zrezygnował z urzędu premiera, stanowisko to objął należący również do RE Taavi Rõivas, zawierając tym razem koalicję z socjaldemokratami. Ponownie reformiści zwyciężyli w wyborach w 2015, a urzędujący premier podpisał nowe porozumienie koalicyjne z chadekami i socjaldemokratami. Koalicja rozpadła się jednak w listopadzie 2016, na skutek czego liberałowie przeszli do opozycji.
Ugrupowanie, kierowane już przez Kaję Kallas, zwyciężyło także w kolejnych wyborach w 2019. W styczniu 2021 powróciło do władzy, gdy na czele nowego rządu współtworzonego też przez centrystów stanęła przewodnicząca partii. Po rozpadzie koalicji partia zawiązała w lipcu 2022 nowy sojusz (z partią Isamaa i socjaldemokratami), który stał się zapleczem drugiego rządu Kai Kallas.
Sukces wyborczy został powtórzony wyborach w 2023, kiedy to partia ponownie zajęła pierwsze miejsce, zwiększając liczbę mandatów. W kwietniu tegoż roku liderka partii utworzyła swój kolejny gabinet (w koalicji z SDE i ugrupowaniem Estonia 200). Koalicja ta została utrzymana także w lipcu 2024, gdy nowy rząd stworzył reprezentujący RE Kristen Michal.

## Przewodniczący
- 1994–2004: Siim Kallas
- 2004–2014: Andrus Ansip
- 2014–2017: Taavi Rõivas
- 2017–2018: Hanno Pevkur
- 2018–2024: Kaja Kallas
- od 2024: Kristen Michal[12]

## Wyniki wyborcze
| Wybory | Poparcie | Zmiana | Mandaty (Zgromadzenie Państwowe) | Zmiana |
| ------ | -------- | ------ | -------------------------------- | ------ |
| 1995   | 16,2%    | –      | 19                               | –      |
| 1999   | 15,9%    | –0,3   | 18                               | –1     |
| 2003   | 17,7%    | +1,8   | 19                               | +1     |
| 2007   | 27,8%    | +10,1  | 31                               | +12    |
| 2011   | 28,6%    | +0,8   | 33                               | +2     |
| 2015   | 27,7%    | –0,9   | 30                               | –3     |
| 2019   | 28,9%    | +1,2   | 34                               | +4     |
| 2023   | 31,2%    | +2,3   | 37                               | +3     |

| Wybory | Poparcie | Zmiana punktów procentowych | Mandaty | Zmiana |
| ------ | -------- | --------------------------- | ------- | ------ |
| 2004   | 12,2%    | –                           | 1       | –      |
| 2009   | 15,3%    | +3,1                        | 1       | –      |
| 2014   | 24,3%    | +9,0                        | 2       | +1     |
| 2019   | 26,2%    | +1,9                        | 2       | –      |
| 2024   | 17,9%    | –8,3                        | 1       | –1     |